# Rugby sevens nos Jogos da Commonwealth de 2014

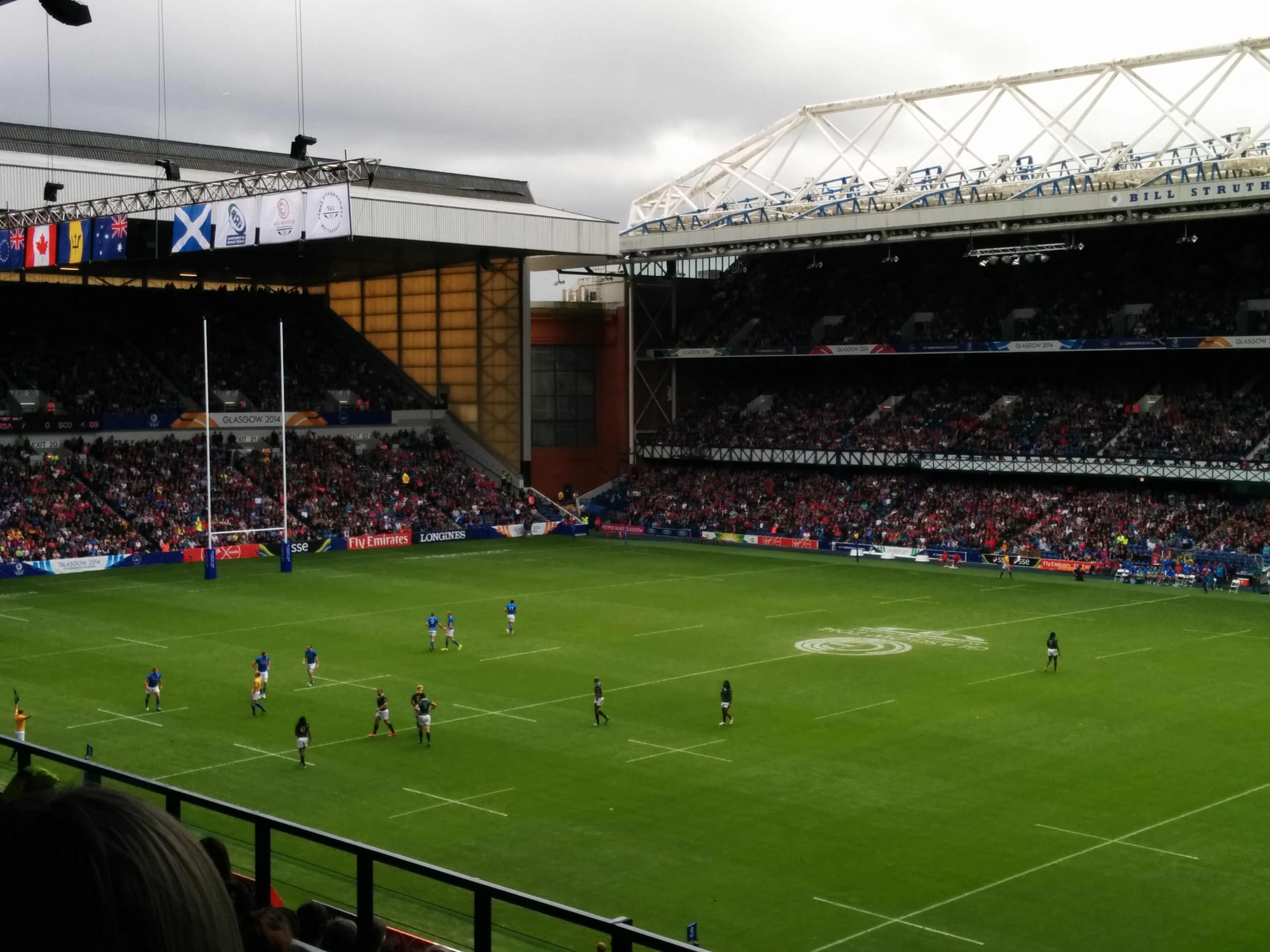
Ibrox Stadium

O rugby sevens nos Jogos da Commonwealth de 2014 foi realizado em Glasgow, na Escócia, nos dias 26 e 27 de julho. Esta foi a última edição que apenas o torneio masculino foi disputado. O torneio com 16 equipes foi disputado no Ibrox Stadium.

## Medalhistas
| Evento    | Ouro | Prata | Bronze |
| Masculino | Chris Dry Kwagga Smith Frankie Horne Warren Whiteley Cornal Hendricks Kyle Brown Branco du Preez Mark Richards Justin Geduld Cecil Afrika Werner Kok Seabelo Senatla RSA África do Sul | Scott Curry Tim Mikkelson Sam Dickson DJ Forbes Akira Ioane Pita Ahki Bryce Heem Gillies Kaka Sherwin Stowers Joe Webber Declan O'Donnell Ben Lam NZL Nova Zelândia | Sean McMahon Jesse Parahi Samuel Myers Tom Lucas Liam Gill Con Foley Cameron Clark Greg Jeloudev Ed Jenkins James Stannard Pama Fou Tom Cusack AUS Austrália |

## Resultados

### Primeira fase
|  | Equipes classificadas às quartas-de-final |
|  | Equipes classificadas ao torneio bowl     |

| Equipe        | Pts | J | V | E | D | DP   |
| ------------- | --- | - | - | - | - | ---- |
| Nova Zelândia | 9   | 3 | 3 | 0 | 0 | +101 |
| Escócia       | 7   | 3 | 2 | 0 | 1 | +69  |
| Canadá        | 5   | 3 | 1 | 0 | 2 | +8   |
| Barbados      | 3   | 3 | 0 | 0 | 3 | –178 |

| Horário | Jogo          | Jogo  | Jogo     |
| ------- | ------------- | ----- | -------- |
| 10:32   | Nova Zelândia | 39–0  | Canadá   |
| 12:50   | Canadá        | 68–5  | Barbados |
| 13:56   | Nova Zelândia | 17–14 | Escócia  |
| 18:02   | Escócia       | 56–0  | Barbados |
| 20:20   | Nova Zelândia | 59–0  | Barbados |
| 21:04   | Canadá        | 5–21  | Escócia  |

| Equipe            | Pts | J | V | E | D | DP   |
| ----------------- | --- | - | - | - | - | ---- |
| África do Sul     | 9   | 3 | 3 | 0 | 0 | +106 |
| Quênia            | 7   | 3 | 2 | 0 | 1 | +38  |
| Ilhas Cook        | 5   | 3 | 1 | 0 | 2 | –55  |
| Trinidad e Tobago | 3   | 3 | 0 | 0 | 3 | –89  |

| Horário | Jogo          | Jogo  | Jogo        |
| ------- | ------------- | ----- | ----------- |
| 11:16   | Quênia        | 28–0  | Ilhas Cook  |
| 12:22   | África do Sul | 36–0  | T. e Tobago |
| 14:40   | Ilhas Cook    | 33–10 | T. e Tobago |
| 19:30   | África do Sul | 50–0  | Ilhas Cook  |
| 19:52   | Quênia        | 35–5  | T. e Tobago |
| 22:10   | África do Sul | 20–0  | Quênia      |

| Equipe           | Pts | J | V | E | D | DP   |
| ---------------- | --- | - | - | - | - | ---- |
| Samoa            | 9   | 3 | 3 | 0 | 0 | +80  |
| País de Gales    | 7   | 3 | 2 | 0 | 1 | +67  |
| Papua-Nova Guiné | 5   | 3 | 1 | 0 | 2 | –12  |
| Malásia          | 3   | 3 | 0 | 0 | 3 | –135 |

| Horário | Jogo           | Jogo  | Jogo           |
| ------- | -------------- | ----- | -------------- |
| 11:38   | Samoa          | 33–14 | Papua-N. Guiné |
| 12:00   | País de Gales  | 52–0  | Malásia        |
| 14:18   | Papua-N. Guiné | 36–7  | Malásia        |
| 18:46   | País de Gales  | 29–7  | Papua-N. Guiné |
| 19:08   | Samoa          | 54–0  | Malásia        |
| 21:26   | Samoa          | 19–12 | País de Gales  |

| Equipe     | Pts | J | V | E | D | DP   |
| ---------- | --- | - | - | - | - | ---- |
| Austrália  | 9   | 3 | 3 | 0 | 0 | +101 |
| Inglaterra | 7   | 3 | 2 | 0 | 1 | +89  |
| Uganda     | 5   | 3 | 1 | 0 | 2 | –75  |
| Sri Lanka  | 3   | 3 | 0 | 0 | 3 | –115 |

| Horário | Jogo       | Jogo  | Jogo      |
| ------- | ---------- | ----- | --------- |
| 10:54   | Austrália  | 62–7  | Sri Lanka |
| 13:12   | Austrália  | 43–5  | Uganda    |
| 13:34   | Inglaterra | 57–0  | Sri Lanka |
| 18:24   | Inglaterra | 40–0  | Uganda    |
| 20:42   | Sri Lanka  | 14–17 | Uganda    |
| 21:48   | Inglaterra | 7–15  | Austrália |

### Fase final

#### Disputa por medalhas
| Horário          | Jogo          | Jogo  | Jogo          |
| ---------------- | ------------- | ----- | ------------- |
| Quartas-de-final |               |       |               |
| 12:06            | Nova Zelândia | 19–7  | Quênia        |
| 12:28            | Austrália     | 21–19 | País de Gales |
| 12:50            | Samoa         | 15–14 | Inglaterra    |
| 13:12            | África do Sul | 35–12 | Escócia       |

| Horário             | Jogo          | Jogo  | Jogo          |
| ------------------- | ------------- | ----- | ------------- |
| Semifinais          |               |       |               |
| 18:44               | Nova Zelândia | 19–7  | Austrália     |
| 19:06               | Samoa         | 7–35  | África do Sul |
| Disputa pelo bronze |               |       |               |
| 21:15               | Austrália     | 24–0  | Samoa         |
| Final               |               |       |               |
| 21:37               | Nova Zelândia | 12–17 | África do Sul |

#### Torneio plate
O torneio plate foi disputado pelas equipes eliminadas nas quartas-de-final, e serviu para definir a colocação do 5º ao 8º lugar.
| Horário   | Jogo       | Jogo  | Jogo          |
| --------- | ---------- | ----- | ------------- |
| Semifinal |            |       |               |
| 18:00     | Quênia     | 5–28  | País de Gales |
| 18:22     | Inglaterra | 15–12 | Escócia       |

| Horário                       | Jogo          | Jogo  | Jogo       |
| ----------------------------- | ------------- | ----- | ---------- |
| Final - Disputa pelo 5º lugar |               |       |            |
| 20:38                         | País de Gales | 15–17 | Inglaterra |

#### Torneio bowl
O torneio bowl foi disputado pelas equipes que terminaram em terceiro e quarto lugar nos grupos da primeira fase, e serviu para definir a colocação do 9º ao 12º lugar.
| Horário          | Jogo           | Jogo  | Jogo        |
| ---------------- | -------------- | ----- | ----------- |
| Quartas-de-final |                |       |             |
| 10:32            | Canadá         | 33–0  | T. e Tobago |
| 10:54            | Uganda         | 35–0  | Malásia     |
| 11:16            | Papua-N. Guiné | 17–12 | Sri Lanka   |
| 11:38            | Ilhas Cook     | 31–7  | Barbados    |

| Horário                       | Jogo           | Jogo  | Jogo       |
| ----------------------------- | -------------- | ----- | ---------- |
| Semifinais                    |                |       |            |
| 17:16                         | Canadá         | 32–0  | Uganda     |
| 17:38                         | Papua-N. Guiné | 12–24 | Ilhas Cook |
| Final - Disputa pelo 9º lugar |                |       |            |
| 20:10                         | Canadá         | 50–7  | Ilhas Cook |

#### Torneio shield
O torneio shield foi disputado pelas equipes eliminadas nas quartas-de-final do torneio bowl, e serviu para definir a colocação do 13º ao 16º lugar.
| Horário   | Jogo        | Jogo  | Jogo     |
| --------- | ----------- | ----- | -------- |
| Semifinal |             |       |          |
| 13:34     | T. e Tobago | 15–10 | Malásia  |
| 13:56     | Sri Lanka   | 34–0  | Barbados |

| Horário                        | Jogo        | Jogo | Jogo      |
| ------------------------------ | ----------- | ---- | --------- |
| Final - Disputa pelo 13º lugar |             |      |           |
| 19:42                          | T. e Tobago | 7–43 | Sri Lanka |

## Classificação final
| Pos. | Equipe                |
| ---- | --------------------- |
|      | RSA África do Sul     |
|      | NZL Nova Zelândia     |
|      | AUS Austrália         |
| 4    | SAM Samoa             |
| 5    | ENG Inglaterra        |
| 6    | WAL País de Gales     |
| 7    | SCO Escócia           |
| 7    | KEN Quênia            |
| 9    | CAN Canadá            |
| 10   | COK Ilhas Cook        |
| 11   | PNG Papua-Nova Guiné  |
| 11   | UGA Uganda            |
| 13   | SRI Sri Lanka         |
| 14   | TTO Trinidad e Tobago |
| 15   | BAR Barbados          |
| 15   | MAS Malásia           |

## Quadro de medalhas
| Ordem | País          | Medalha de ouro | Medalha de prata | Medalha de bronze | Total |
| ----- | ------------- | --------------- | ---------------- | ----------------- | ----- |
| 1     | África do Sul | 1               |                  |                   | 1     |
| 2     | Nova Zelândia |                 | 1                |                   | 1     |
| 3     | Austrália     |                 |                  | 1                 | 1     |
| TOTAL | TOTAL         | 1               | 1                | 1                 | 3     |